# Крепенский
Кре́пенский (укр. Кріпенський) — посёлок, относится к Антрацитовскому городскому совету ЛНР. Де факто — с 2014 года населённый пункт контролируется самопровозглашённой Луганской Народной Республикой.

## Географическое положение
По западным окраинам посёлка протекает река Крепенская. Соседние населённые пункты: город Антрацит (примыкает) на северо-востоке, посёлок Боково-Платово (выше по течению Крепенской) на севере, города Красный Луч, Миусинск и посёлок Садовый на северо-западе, посёлок Есауловка и село Чугунно-Крепинка (оба ниже по течению Крепенской) на юго-западе, Нижний Нагольчик на юге, сёла Орехово и Вишнёвое на юго-востоке, посёлки Верхний Нагольчик (примыкает) и Дубовский на востоке.

## Промышленность
На территории поселка находится шахта "Партизанская".

## Население
В январе 1989 года численность населения составляла 9049 человек.
На 1 января 2013 года численность населения составляла 6870 человек.

## Местный совет
94632, ЛНР, Антрацитовский городской совет, пгт Крепенский, ул. 40 лет Октября, 16